# Signe Trosten
Signe Trosten (ur. 30 marca 1970 w Tana) – norweska biathlonistka, brązowa medalistka mistrzostw świata.

## Kariera
Pierwszy sukces w karierze osiągnęła w 1990 roku, kiedy zdobyła srebrny medal w sztafecie i brązowy biegu indywidualnym podczas mistrzostw świata juniorów w Sodankylä.
W zawodach Pucharu Świata zadebiutowała 26 stycznia 1989 roku w Ruhpolding, zajmując 31. miejsce w biegu indywidualnym. Pierwsze punkty (do sezonu 2000/2001 punktowało 25. najlepszych zawodników) zdobyła dwa dni później w tej samej miejscowości, kiedy zajęła szóste miejsce w sprincie. Nigdy nie stanęła na podium indywidualnych zawodów tego cyklu, najwyższą lokatę wywalczyła 6 marca 1992 roku w Oslo i 12 marca 1992 roku w Fagernes, kończąc rywalizację na czwartej pozycji, odpowiednio w biegu indywidualnym i sprincie. Najlepsze wyniki osiągnęła w sezonie 1991/1992, kiedy zajęła 11. miejsce w klasyfikacji generalnej.
Podczas mistrzostw świata w Lahti w 1991 roku wspólnie z Synnøve Thoresen, Hildegunn Fossen i Unni Kristiansen zdobyła brązowy medal w biegu drużynowym. Była też między innymi piąta w tej samej konkurencji na rozgrywanych rok później mistrzostwach świata w Nowosybirsku. Brała również udział w igrzyskach olimpijskich w Albertville w 1992 roku, zajmując 10. miejsce w biegu indywidualnym, 19. w sprincie i 7. w sztafecie.

## Osiągnięcia

### Igrzyska olimpijskie
| Rok  | Miejscowość | Konkurencje | Konkurencje | Konkurencje | Konkurencje | Konkurencje | Konkurencje | Konkurencje |
| Rok  | Miejscowość | IN          | SP          | PU          | MS          | RL          | MR          | SR          |
| ---- | ----------- | ----------- | ----------- | ----------- | ----------- | ----------- | ----------- | ----------- |
| 1992 | Albertville | 10.         | 19.         | nd.         | nd.         | 7.          | nd.         | –           |

### Mistrzostwa świata
| Rok  | Miejscowość | Konkurencje | Konkurencje | Konkurencje | Konkurencje | Konkurencje | Konkurencje | Konkurencje |
| Rok  | Miejscowość | IN          | SP          | PU          | MS          | RL          | MR          | SR          |
| ---- | ----------- | ----------- | ----------- | ----------- | ----------- | ----------- | ----------- | ----------- |
| 1991 | Lahti       | –           | –           | nd.         | nd.         | –           | nd.         | –           |
| 1992 | Nowosybirsk | nd.         | nd.         | nd.         | nd.         | nd.         | nd.         | –           |
| 1993 | Borowec     | 73.         | –           | nd.         | nd.         | –           | nd.         | –           |

### Puchar Świata

#### Miejsca w klasyfikacji generalnej
| Sezon     | Miejsce |
| --------- | ------- |
| 1988/1989 | 37.     |
| 1989/1990 | 39.     |
| 1990/1991 | 20.     |
| 1991/1992 | 11.     |
| 1992/1993 | 29.     |
| 1993/1994 | 74.     |
| 1995/1996 | -       |

#### Miejsca na podium w zawodach
Trosten nigdy nie stanęła na podium indywidualnych zawodów PŚ.